# Tamara Duda

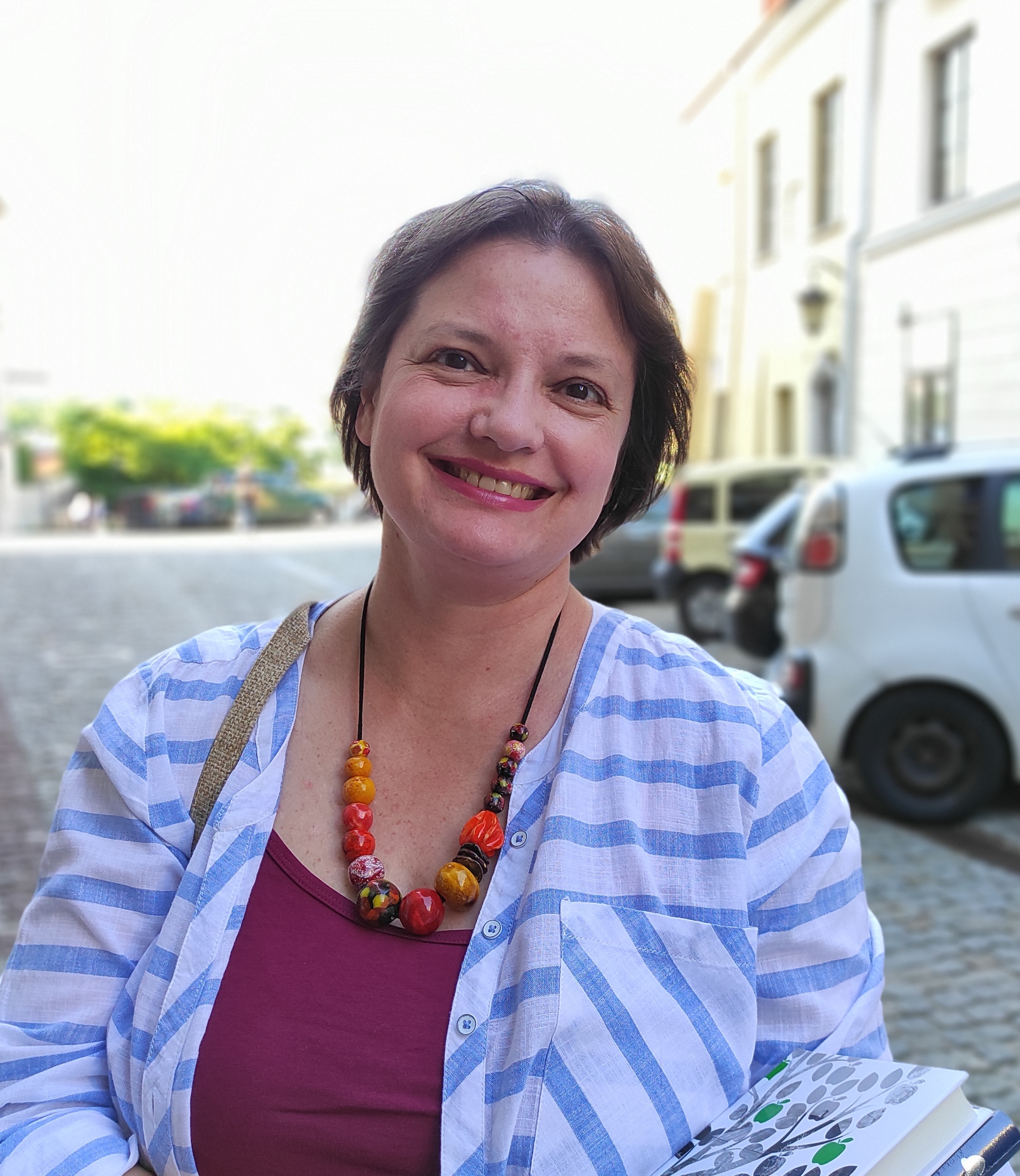
Tamara Duda (2022)

Tamara Anatolijiwna Duda (ukrainisch Тамара Анатоліївна Дуда; geb. 5. Januar 1976 in Kiew in der Ukrainischen SSR, damals Sowjetunion), in der Ukraine besser bekannt unter dem Pseudonym Tamara Horicha Sernja (Тамара Горіха Зерня), ist eine ukrainische Schriftstellerin und Übersetzerin. Ursprünglich wurde sie durch ihre Facebook-Seite bekannt, über die sie ihre Arbeit als Freiwillige im Donbass zu Beginn des russisch-ukrainischen Krieges dokumentierte. Seitdem ist sie als Romanautorin tätig. Ihr erster Roman, Daughter (2019), gewann 2022 neben anderen Auszeichnungen den Nationalen Taras-Schewtschenko-Preis.

## Ausbildung
Tamara Duda wurde 1976 in Kiew geboren. Ihr Vater ist Physiker in Nedryhajliv und ihre Mutter Mathematiklehrerin in Sumy. 1992 schloss Duda ihre Ausbildung am Ukrainischen Lyzeum für Geisteswissenschaften erfolgreich ab. Im Jahr darauf begann sie ein Journalismusstudium an der Nationalen Taras-Schewtschenko-Universität in Kiew. Sie schloss ihr Studium 1998 ab. Von 2003 bis 2005 studierte sie an der Internationalen Universität Kiew. Danach begann sie eine Karriere als Übersetzerin, hauptsächlich von Wirtschaftstexten aus dem Englischen ins Ukrainische.

## Als Freiwillige im Donbas
2014 meldete sich Tamara Douda nach dem Ausbruch des russisch-ukrainischen Krieges freiwillig für die Operation der gemeinsamen Streitkräfte im Donbass. Als sie mitbekommt, wie die Augen ukrainischer Soldaten durch Granatsplitter verletzt werden, beginnt sie eine Kampagne, um die ukrainische Armee mit taktischen Brillen zu versorgen, wobei sie sich unter anderem bei der US-Regierung eindeckt. Während ihrer Zeit an der Front, die bis 2016 andauerte, berichtete Douda unter dem Pseudonym Tamara Horikha Zernya auf Facebook über ihre Erfahrungen und erlangte so einen gewissen Bekanntheitsgrad. Während dieser Zeit als Freiwillige lernte sie Swjatoslaw Bojko, ihren späteren Ehemann, kennen. Beide wurden für ihre ehrenamtlichen Bemühungen vom Bürgermeister von Kiew geehrt.,

## Laufbahn als Schriftstellerin
Dozja (Доця), der erste Roman von Tamara Douda, wurde 2019 bei Bilka veröffentlicht. Der Roman spielt 2014, zu Beginn des russisch-ukrainischen Krieges, und folgt Natalia, einer Geschäftsfrau aus Donezk, die sich freiwillig an der Front meldet. Seit seiner Veröffentlichung wurde Dozja ins Englische, Lettische, Litauische, Mazedonische und Polnische übersetzt. Die Rechte für eine Verfilmung wurden vergeben.,. Dozja wurde von BBC News Ukraine zum Buch des Jahres ernannt und 2022 erhielt Tamara Duda den nationalen Taras-Schewtschenko-Preis für den ersten Roman aus den Händen des ukrainischen Präsidenten Wolodymyr Selenskyj, zusätzlich zur Anerkennung durch die Buchforen von Lwiw und Tscherkassy.
Tamara Dudas zweiter Roman Pryntsyp vtruchannya wurde 2021 veröffentlicht. Die zeitgenössische Geschichte folgt Stanislava, einer verwitweten Mathematiklehrerin, deren Mann im russisch-ukrainischen Krieg getötet wurde, die in ihre Heimatstadt in der Oblast Tscherkassy zurückkehrt, um einem Freund dabei zu helfen, das Schicksal einer verschwundenen Ehefrau zu untersuchen. Der Roman endet mit einer einzigartigen Szene, in der Stanislava auf dem Grab von Wladimir Putin tanzt.

## Persönliches
Tamara Duda ist mit dem Musiker Swjatoslaw Bojko verheiratet, mit dem sie drei Kinder hat. Während der COVID-19-Pandemie siedelte Duda mit ihrer Familie von Kiew in ein Dorf in der Nähe von Hluchiw in der Oblast Sumy um.

## Übersetzungen ins Deutsche
- Tamara Duda: Donezk Girl. Aus dem Ukrainischen übersetzt von Annegret Becker, Lukas Joura und Alexander Kratochvil. Verlag Friedrich Mauke, Weimar 2025, ISBN 978-3-948259-12-9.[10]